# Leuconitocris bifasciata
Leuconitocris bifasciata é uma espécie de escaravelho da família Cerambycidae.  Foi descrito por Per Olof Christopher Aurivillius em 1927.